# Richford
Richford és una població dels Estats Units a l'estat de Vermont. Segons el cens del 2000 tenia 2.321 habitants.

## Demografia
Segons el cens del 2000, Richford tenia 2.321 habitants, 899 habitatges, i 613 famílies. La densitat de població era de 20,7 habitants per km².
Dels 899 habitatges en un 32,5% hi vivien nens de menys de 18 anys, en un 51,7% hi vivien parelles casades, en un 11,3% dones solteres, i en un 31,8% no eren unitats familiars. En el 25,7% dels habitatges hi vivien persones soles el 12,3% de les quals corresponia a persones de 65 anys o més que vivien soles. El nombre mitjà de persones vivint en cada habitatge era de 2,53 i el nombre mitjà de persones que vivien en cada família era de 2,98.
Per edats la població es repartia de la següent manera: un 25,9% tenia menys de 18 anys, un 7,6% entre 18 i 24, un 27,2% entre 25 i 44, un 22,2% de 45 a 60 i un 17,1% 65 anys o més.
L'edat mediana era de 38 anys. Per cada 100 dones de 18 o més anys hi havia 90,2 homes.
La renda mediana per habitatge era de 28.125 $ i la renda mediana per família de 32.016 $. Els homes tenien una renda mediana de 26.607 $ mentre que les dones 20.731 $. La renda per capita de la població era de 14.368 $. Entorn del 16,9% de les famílies i el 21,0% de la població estaven per davall del llindar de pobresa.